# 2331 Parvulesco
2331 Parvulesco је астероид главног астероидног појаса чија средња удаљеност од Сунца износи 2,428 астрономских јединица (АЈ).
Апсолутна магнитуда астероида је 12,2.